# Jumping de Chantilly

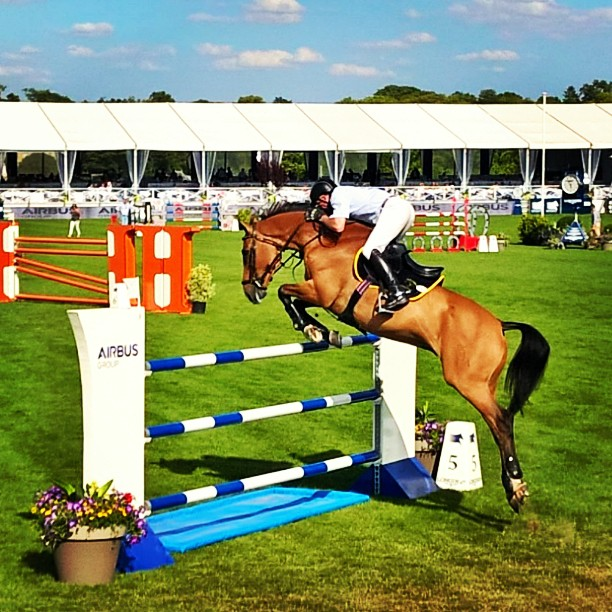
John Whitaker au Jumping de Chantilly en 2015.

Chantilly Classic, également appelé Jumping de Chantilly, est un concours international de saut d’obstacles organisé à Chantilly, dans l’Oise, au pied du Château et des Grandes Écuries. Créé dans les années 2000, l’événement a progressivement gagné en importance sur la scène équestre internationale.
De 2010 à 2019, il a accueilli une étape du Longines Global Champions Tour, réunissant certains des meilleurs cavaliers mondiaux sur la piste en herbe de l’hippodrome. Après une interruption liée à la pandémie de Covid-19, le concours a été relancé en 2023 sous une nouvelle forme par Grand prix Events, entreprise spécialisée dans l’organisation de compétitions équestres internationales.

## Le concours
Le concours a été créé en 2001 par Gérard Manzinali, et a eu lieu tous les ans depuis. En 2010, il a été choisi comme une des étapes du Global Champions Tour. Il se tient sur 3 ou 4 jours et comprend plus de 20 compétitions différentes qui vont des  CSI 1* pour des cavaliers amateurs avec des obstacles pouvant aller de 115 cm en hauteur, jusqu'au CSI 5* avec une hauteur moyenne de 160 cm et une dotation jusqu'à 300 000 €.
En tant qu'étape du Global Champions Tour, l’événement attire des cavaliers de haut niveau, tels que Kent Farrington, Simon Delestre, Scott Brash, Kevin Staut, Roger-Yves Bost et John Whitaker. Il attire également des compétiteurs connus du grand public tels que Athina Onassis, Jessica Springsteen,, Guillaume Canet, Benjamin Castaldi et Charlotte Casiraghi,. L'événement est diffusé par Eurosport et Equidia,
L'édition 2020, initialement programmée du 9 au 12 juillet, est annulée, le 17 avril, par les organisateurs, à la suite de "l'interdiction d'organisation de rassemblements accueillant un public nombreux avant mi-juillet", annoncée par le Président de la République française, Emmanuel Macron, lors de sa quatrième allocution télévisée, le 13 avril 2020, dans le cadre de l'état d'urgence sanitaire, en pleine lutte active contre la pandémie de coronavirus.
L'édition 2021 est organisée en collaboration avec la société organisatrice belge EEM World sous le nom de Masters de Chantilly. Cette société déposant le bilan en fin d'année, l'édition 2022 a donc été annulée. 
Depuis sa reprise en 2023 sous le nom de Chantilly Classic, le concours a vu s’imposer plusieurs cavaliers de renom. L’Américaine Laura Kraut a remporté le Grand Prix 4* lors de l’édition inaugurale en 2023, tandis que la Brésilienne Luciana Lossio s’est illustrée en 2024 en montant sur la plus haute marche du podium. 
Depuis 2023, c'est la société Grandprix Events qui a repris sont organisation avec un CSI 1*, 2* et 4*. L'édition 2025 se déroule du 10 au 13 juillet au centre de l'hippodrome de Chantilly après de gros travaux d'entretiens réalisé par Michel Poncelet.

## Les pistes
Le concours se tient sur deux pistes aménagées au centre de l'hippodrome de Chantilly. La piste Meautry (15 000 m2) a une tribune de 4 000 places et l'amphithéâtre (9 200 m2). La piste Meautry est située en face des Grandes Écuries du château de Chantilly, qui accueillent le musée du Cheval. L'amphithéâtre est situé en face du château. Les deux pistes sont couvertes d'une pelouse hybride,.